# Oltener Aktionskomitee
Das Oltener Aktionskomitee (OAK) war 1918 ein Führungsstab der Schweizer Arbeiterschaft. In ihm waren die Spitzen der Gewerkschaften und der Sozialdemokratischen Partei unter der Führung Robert Grimms vereinigt.

## Gründung
Anlass zur Gründung des Oltener Aktionskomitees gaben die Pläne des Bundesrates im Winter 1917/18 zur Einführung einer allgemeinen Zivildienstpflicht. Sie hätte die Regierung ermächtigt, grosse Teile der Bevölkerung zu Hilfsleistungen im öffentlichen Interesse aufzubieten.
Den Hintergrund dieser Vorlage bildete die schlechte Lebensmittelversorgung im vierten Kriegsjahr; durch Massnahmen wie Bodenverbesserungs- und Meliorationsarbeiten sollten die landwirtschaftlichen Erträge optimiert werden. Teile der Arbeiterschaft jedoch, die als Folge des fortgesetzten Missbrauchs der bundesrätlichen Generalvollmacht jegliches Vertrauen in die Regierung verloren hatten, sahen in der Vorlage nichts anderes als eine Zwangsjacke für das Proletariat, «die ganze Schweiz ein Witzwil». Die Zürcher Arbeiterunion forderte deshalb den Schweizerischen Gewerkschaftsbund und die Geschäftsleitung der Sozialdemokratischen Partei der Schweiz in der Parteipresse auf, vom Bundesrat unter Androhung eines Landesgeneralstreiks die Rücknahme der Vorlage, die Demobilisierung und die Aufhebung des Vollmachtenregimes zu verlangen.
Als der beunruhigte Bundesrat daraufhin für Zürich ein Truppenaufgebot erliess, waren die Führer der Sozialdemokraten alarmiert, schien doch diese Massnahme die gehegten Befürchtungen zu bestätigen. Auf Betreiben Robert Grimms trafen sich am 4. Februar 1918 im Oltner Volkshaus Spitzenvertreter von Gewerkschaftsbund und Sozialdemokratie zu einer Konferenz, auf der ein aus Vertretern beider Organisationen gebildeter «Aktionsausschuss» zur Bekämpfung der Zivildienstvorlage bestimmt wurde.
Der siebenköpfige Ausschuss war mit Vertretern des Schweizerischen Gewerkschaftsbundes (SGB) und der Sozialdemokratie besetzt. Die führende Persönlichkeit war Robert Grimm.

## Entwicklung vom Februar bis November 1918
Von Anfang an zeichnete sich das Komitee unter Grimms Führung durch seinen konspirativen Charakter aus – zum Missfallen der Parteileitung, die sich übergangen fühlte. Grimm verstand es, das als vorbereitendes Organ gedachte Gremium binnen weniger Monate als einen schlagkräftigen «Exekutivausschuss» zu positionieren, der die Aktionen von Partei und Gewerkschaften zu koordinieren vermochte. Der Erfolg einer eigenmächtig, ohne Rücksprache mit Partei und Gewerkschaftsbund erhobenen Streikdrohung im April 1918, die den Bundesrat zur Rücknahme einer Milchpreiserhöhung zwang, beförderte nicht nur die Reputation des Aktionskomitees unter den Arbeitern, sondern etablierte auch den Massenstreik als Kampfmittel.
Im Sommer flammte die Diskussion um einen landesweiten Generalstreik erneut auf. Nach Ausschreitungen in Basel, bei denen es zu Tätlichkeiten und Sachschäden kam, eröffnete der Bundesrat den Kantonen die Möglichkeit, öffentliche Versammlungen polizeilich zu kontrollieren. Die Sozialdemokratie sah darin einen Versuch, die Versammlungsfreiheit einzuschränken. Der Erste Allgemeine Schweizerische Arbeiterkongress, der am 27./28. Juli 1918 in Bern stattfand, ermächtigte deshalb das Oltener Aktionskomitee, in dieser Frage mit dem Bundesrat zu verhandeln, einen Landesgeneralstreik vorzubereiten und gegebenenfalls auszulösen. Damit war das lange innerparteiliche Tauziehen um die Streikfrage entschieden.
War der landesweite Massenstreik bis dahin vor allem Rhetorik gewesen, wurden nun erstmals konkrete organisatorische Vorbereitungen zu seiner Durchführung getroffen. Nur das unerwartete Einlenken des Bundesrates auf die Forderungen der Arbeiterschaft verhinderte, dass es im Sommer zu einem grossen befristeten Generalstreik kam. Trotz dieses Entgegenkommens der Landesregierung wurde beschlossen, die Planung des Ernstfalls weiter voranzutreiben und in Kampfbereitschaft zu verbleiben.
Im Folgenden kam es erstmals in der Geschichte der Schweiz zu einer Art Sozialpartnerschaft: einer konstruktiven Zusammenarbeit von Regierung und dem OAK zur Lösung der drängendsten Probleme der Arbeiterschaft. Dem OAK war es gelungen, mit der Landesbehörde auf gleichberechtigter Ebene über soziale und wirtschaftliche Fragen zu verhandeln. Diese Entwicklung gefiel nicht allen; besonders im radikalen Flügel der Arbeiterschaft regte sich Widerstand gegen die «Hofgängerei»; begleitet wurde sie von einer massiven Hetze gegen das Komitee und seinen Präsidenten in einem Teil der Arbeiterpresse, vor allem dem von Ernst Nobs redigierten Zürcher «Volksrecht». Die streikbereite Basis spürte noch nichts von den Fortschritten und war enttäuscht, dass es nicht endlich vorwärtsging. Diese Unrast in Zürich führte zu Konflikten zwischen dem OAK und der radikaleren Zürcher Arbeiterunion, die nach der militärischen Besetzung Zürichs am 7. November auf den Generalstreik drängte.

## Verhältnis des OAK zur bolschewistischen Revolution
Lange Zeit wurde gemutmasst, das Oltener Aktionskomitee sei von der sowjetischen Mission unterwandert und finanziert gewesen. Vom «Oltener Sowjet» war die Rede, und sogar der Vorwurf des Landesverrats wurde erhoben. Dieser Darstellung steht entgegen, dass mit Robert Grimm ein Führer an seiner Spitze stand, der der leninistischen Zimmerwalder Linken ablehnend gegenüberstand. Ebenso weiss man heute, dass das OAK zu keiner Zeit einen Umsturz plante, auch wenn in der Parteipresse gelegentlich laut darüber nachgedacht wurde. So publizierten die sozialistischen Blätter im Oktober 1918 zum ersten Jahrestag der Russischen Revolution einen «Aufruf zur Revolutionsfeier» aus der Feder Fritz Plattens, in dem folgende heiss umstrittene Passage vorkam: «Schon rötet die nahende Revolution den Himmel über Zentraleuropa. Der erlösende Brand wird das ganze morsche, blutdurchtränkte Gebäude der kapitalistischen Welt erfassen.» Darin erblickten nicht wenige ein Zeichen fortgeschrittener revolutionärer Planung; das mag die manifesten Ängste vor einem revolutionären Umsturz erklären, die mit dem Landesstreik einhergingen.

## Das OAK im Landesstreik

Telegramm vom 10. November 1918 zum Streikaufruf des Personals der Bundesbetriebe

Das OAK rief am 13. November zur Ausweitung des Landesstreiks auf, siehe rechte Spalte, in: Bulletin des "Freien Rätiers". Flugblatt aus Graubünden

Davon, dass der Landesstreik in Moskau eingefädelt worden sei, wie man in bürgerlichen Kreisen lange Zeit glaubte, kann also keine Rede sein. Solche Eingriffe von aussen waren auch gar nicht nötig: Nach den Entbehrungen der vier Kriegsjahre brauchte es nicht viel, um aus der sozialen Unrast in den Städten eine massive Protestwelle zu machen. Der Entscheid des Bundesrates, im Blick auf die bevorstehenden Feiern zum Jahrestag der Oktoberrevolution in Zürich vorsorglich Truppen zu stationieren, reichte aus, um den lange aufgestauten Konflikt explodieren zu lassen. Der Beschluss der Zürcher Arbeiterunion, den gegen das Truppenaufgebot gerichteten Proteststreik vom Samstag, 9. November am darauf folgenden Montag fortzuführen, zwangen das Aktionskomitee, den Generalstreik auszurufen, wenn es seinen Führungsanspruch behaupten wollte. Man war durch die Initiative der Zürcher Arbeiter, wie es ein St. Galler Grossrat ausdrückte, «in der fatalen Lage eines Generalstabes, dessen Truppen ohne Befehl angegriffen haben» (Gautschi, S. 278). (Für Einzelheiten zum Landesstreik siehe da.)
Die Forderungen, die das OAK anlässlich des Landesstreiks im November 1918 in ihrem sog. Neun-Punkte-Programm erhob, waren:
- sofortige Neuwahl des Nationalrates nach dem Proporzsystem,
- das aktive und passive Frauenwahlrecht,
- Schaffung einer Alters- und Invalidenversicherung,
- Einführung einer allgemeinen Arbeitspflicht,
- 48-Stunden-Woche,
- Reorganisation der Schweizer Armee im Sinne eines Volksheeres,
- Ausbau der Lebensmittelversorgung,
- Staatsmonopole für Import und Export und
- Tilgung aller Staatsschulden durch die Besitzenden.

## Ergebnisse und Folgen des Landesstreiks
Der Landesstreik war auf den ersten Blick ein Debakel. Die erhofften Ergebnisse blieben zur grossen Enttäuschung der Arbeiterschaft aus. Im Landesstreikprozess fand der Streik seinen juristischen Abschluss. Die Streikführer Grimm, Schneider und Platten wurden zu je sechs Monaten und Nobs zu vier Wochen Gefängnis verurteilt; daneben wurden im ganzen Land eine grosse Zahl von Nebenprozessen angestrengt, insbesondere gegen Wehrmänner, Eisenbahner und die Funktionäre von Partei und Gewerkschaften. Straffrei blieb, wer lediglich die Arbeit niedergelegt hatte.
Das Oltener Aktionskomitee war durch die Niederlage diskreditiert und versank in der Bedeutungslosigkeit, das konnte auch seine teilweise Neubesetzung und Umbenennung zum «Zentralen Aktionskomitee» auf dem Zweiten Allgemeinen Schweizerischen Arbeiterkongress (1919) nicht verhindern. Es war in der folgenden Zeit hauptsächlich damit beschäftigt, den entstandenen Schuldenberg in Höhe von über 120 000 Franken abzutragen. Formal aufgelöst wurde es nie, es trat einfach nicht mehr zusammen.
Als unmittelbare Auswirkung des Landesstreiks verschärften sich die Klassengegensätze in der Schweiz. Rechtsaussenkreise hatten während der Kampftage an verschiedenen Orten paramilitärische Bürgerwehren gebildet, um die drohende Revolution abzuwehren. Im Folgenden organisierten sie sich im rechtsbürgerlichen Vaterländischen Verband.